# Song and Dance
Song and Dance is een musical bestaande uit twee akten, één geheel verteld in "Song" (lied) en één geheel in "Dance" (dans), samengebonden door een verenigend liefdesverhaal.
De "Song"-akte is Tell Me on a Sunday, met tekst van Don Black en muziek van Andrew Lloyd Webber, over de romantische tegenslagen van een jonge Britse vrouw in New York en Hollywood. De "Dance"-akte is een ballet gechoreografeerd op Variations, gecomponeerd door Andrew Lloyd Webber voor zijn broer Julian (een cellist), gebaseerd op Capriccio nr. 24 in a-mineur van Paganini.

## Achtergrond
Het Song-gedeelte is speciaal geschreven voor Marti Webb en gepresenteerd op het Sydmonton Festival in de zomer van 1979. Het werd vervolgens in januari door de BBC opgenomen en uitgezonden als een televisiespecial van een uur. Het Dance- gedeelte werd opgenomen in 1978 en werd bijna opgenomen in Cats. De openingsscène werd gebruikt als themamuziek voor de South Bank Show.
Producent Cameron Mackintosh stelde voor om de twee stukken te combineren onder de overkoepelende titel Song and Dance om het primaire aspect van elke act te erkennen, en noemde het stuk "een concert voor het theater".
Black veranderde enkele nummers van het originele album en werkte met Lloyd Webber aan nieuw materiaal: "The Last Man in My Life", "I Love New York" en "Married Man", de laatste op dezelfde melodie als "Sheldon Bloom". Een nieuwe orkestratie van de Variaties voor een zestienkoppig theaterorkest werd geproduceerd op basis van de originele symfonische versie gespeeld door het London Philharmonic Orchestra, maar Harry Rabinowitz behield de baton voor de theaterproductie. "When You Want to Fall in Love", met een melodie die eerder door Marti Webb en Justin Hayward was uitgebracht als "Unexpected Song", welke zelf later aan de partituur werd toegevoegd, werd gebruikt op het hoogtepunt van de danssectie om de twee helften te versmelten.

## Producties

### 1982 Londen
De musical ging in wereldpremière op 26 maart 1982 in het Palace Theatre, waar 781 uitvoeringen plaatsvonden, onder leiding van Tom Gutteridge.  Marti Webb speelde de Song-helft; zij werd later opgevolgd door Gemma Craven, Lulu, en Liz Robertson. Carol Nielsson, de oorspronkelijke understudy van Webb, nam de rol twee uur van tevoren over toen Lulu haar stem beschadigde nadat een foldback-monitor het begaf tijdens een optreden. Het dansgedeelte werd gechoreografeerd door Anthony Van Laast en bevatte Wayne Sleep en Jane Darling.
De originele opname van de Londense productie werd op de openingsavond live gemaakt met behulp van een opnamestudio die destijds in het Palace Theatre was ingebouwd. Het album is geproduceerd door Martin Levan, die ook het geluidssysteem voor de show ontwierp.
Kort nadat de productie was afgelopen, werd de show gefilmd voor een televisie-uitzending, met Sarah Brightman en Wayne Sleep in de hoofdrollen.

### 1983 Australië
De Australische productie van de musical ging op 4 augustus 1983 in première in het Theatre Royal in Sydney. Gaye MacFarlane en John Meehan speelden de hoofdrollen.

### 1985 Broadway
In afwachting van een Broadway-opvoering werd regisseur en tekstschrijver Richard Maltby Jr. benaderd om het eerste bedrijf aan te passen voor een Amerikaans publiek. De Broadway-productie, gechoreografeerd door Peter Martins, ging op 18 september 1985 in première in het Royale Theatre onder leiding van John Mauceri en eindigde op 8 november 1986, na 474 uitvoeringen en zeventien previews. Bernadette Peters speelde bijna dertien maanden in Song; ze werd de laatste vier weken opgevolgd door Betty Buckley. Christopher d'Amboise en Gregg Burge speelden Dance. Onder de vele veranderingen in de show, waren andere namen voor de personages allemaal namen, waaronder 'het meisje' dat nu bekend staat als Emma.
Singer-songwriter Melissa Manchester speelde in een daaropvolgende zes maanden durende Amerikaanse nationale tournee van de show in 1987, beginnend in Dallas, Texas en eindigend in Tampa, Florida.
De Broadway-productie ontving acht Tony Award-nominaties, waarbij Peters de prijs voor beste actrice in een musical won.
De opname van de Broadway-productie, met Peters in het hele eerste bedrijf, maar zonder de muziek van het tweede bedrijf, werd in 1985 opgenomen door RCA Victor.

## Nummers
London
1. "Overture"
2. "Let Me Finish"
3. "It's Not the End of the World"
4. "Letter Home to England"
5. "Sheldon Bloom"
6. "Capped Teeth and Caesar Salad"
7. "You Made Me Think You Were in Love"
8. "Capped Teeth and Caesar Salad" (Reprise)
9. "It's Not the End of the World (If He's Younger)"
10. "Second Letter Home"
11. "The Last Man in My Life"
12. "Come Back with the Same Look in Your Eyes"
13. "Take That Look Off Your Face"
14. "Tell Me on a Sunday"
15. "I Love New York"
16. "Married Man"
17. "I'm Very You, You're Very Me"
18. "Let's Talk About You"
19. "Let Me Finish" (Reprise)
20. "Nothing Like You've Ever Known"
21. "Let Me Finish" (Finale)

Broadway
1. "Overture/Take That Look Off Your Face"
2. "Let Me Finish"
3. "So Much to Do in New York"
4. "First Letter Home"
5. "English Girls"
6. "Capped Teeth and Caesar Salad"
7. "You Made Me Think You Were in Love"
8. "Capped Teeth and Caesar Salad" (Reprise)
9. "So Much to Do in New York (II)"
10. "Second Letter Home"
11. "Unexpected Song"
12. "Come Back with the Same Look in Your Eyes"
13. "Take That Look Off Your Face" (Reprise)
14. "Tell Me on a Sunday"
15. "I Love New York/So Much to Do in New York"
16. "Married Man" (included on Original Broadway Cast recording, not performed on stage)
17. "Third Letter Home"
18. "Nothing Like You've Ever Known"
19. "Finale - Let Me Finish (Reprise)/What Have I Done?/Take That Look Off Your Face (Reprise)"

## Kritische ontvangst
Michael Coveney, theatercriticus van de Financial Times, recenseerde de Londense productie en beweerde: "Het is lang geleden dat ik een meer opzichtige, minder theatraal samenhangende avond heb meegemaakt."
In Frank Rich's New York Times-recensie van de Broadway-productie schreef hij: "Miss Peters is meer dan getalenteerd: als actrice, zangeres, comédienne en allround verwarmende aanwezigheid heeft ze op dit moment geen gelijke in het muziektheater. In haar helft van Song & Dance werkt ze zo hard dat je zou denken dat ze voor een vuurpeloton om genade smeekte. Maar ondanks alle vocale virtuositeit, onstuimige aanvallen en hees getinte charme die ze meebrengt in haar muzikale marathon voor één vrouw, maakt het ons niet uit of haar personage leeft of sterft.."
John Simon merkte in The New York Magazine op dat de onzichtbare mannen "vaag en onwerkelijk leken, net als de geziene vrouw", en in de danshelft "gaat het van kwaad tot erger". Hij schreef echter dat "Miss Peters een onbetwistbare perzik van een artiest is die zoveel doet voor de bovenste helft van deze double bill dat het de onmiddellijke herdoop tot 'Song of Bernadette' rechtvaardigt. Ze zingt, acteert en (in de onderste helft) danst niet alleen tot in perfectie, ze 'is' ook superlatief".

## Prijzen en nominaties

### Originele Londense productie
| Jaar | Prijs                  | Categorie                            | Genomineerde                         | Resultaat   |
| ---- | ---------------------- | ------------------------------------ | ------------------------------------ | ----------- |
| 1982 | Laurence Olivier Award | Outstanding Achievement in a Musical | Outstanding Achievement in a Musical | Genomineerd |
| 1982 | Laurence Olivier Award | Actress of the Year in a Musical     | Marti Webb                           | Genomineerd |

### Originele Broadway-productie
| Jaar | Prijsuitreiking  | Categorie                                          | Genomineerde                                         | Resultaat   |
| ---- | ---------------- | -------------------------------------------------- | ---------------------------------------------------- | ----------- |
| 1986 | Drama Desk Award | Outstanding Actress in a Musical                   | Bernadette Peters                                    | Gewonnen    |
| 1986 | Drama Desk Award | Outstanding Featured Actor in a Musical            | Greg Burge                                           | Genomineerd |
| 1986 | Drama Desk Award | Outstanding Choreography                           | Peter Martins                                        | Genomineerd |
| 1986 | Drama Desk Award | Outstanding Music                                  | Andrew Lloyd Webber                                  | Genomineerd |
| 1986 | Grammy Award     | Best Musical Show Album                            | Best Musical Show Album                              | Genomineerd |
| 1986 | Tony Award       | Best Musical                                       | Best Musical                                         | Genomineerd |
| 1986 | Tony Award       | Best Performance by a Leading Actress in a Musical | Bernadette Peters                                    | Gewonnen    |
| 1986 | Tony Award       | Best Performance by a Featured Actor in a Musical  | Christoffel d'Amboise                                | Genomineerd |
| 1986 | Tony Award       | Best Original Score                                | Andrew Lloyd Webber, Don Black en Richard Maltby jr. | Genomineerd |
| 1986 | Tony Award       | Best Costume Design                                | Wil Kim                                              | Genomineerd |
| 1986 | Tony Award       | Best Lighting Design                               | Jules Visser                                         | Genomineerd |
| 1986 | Tony Award       | Best Choreography                                  | Peter Martins                                        | Genomineerd |
| 1986 | Tony Award       | Best Direction of a Musical                        | Richard Maltby Jr.                                   | Genomineerd |